# Усть-Унья
Усть-Унья (коми Уньядiн) — село в Троицко-Печорском районе Республики Коми. Входит в состав сельского поселения Комсомольск-на-Печоре.

## География
Находится в труднодоступной местности на юге Троицко-Печорского района Республики Коми. Расположено на правом берегу реки Печоры напротив устья Уньи, в 293 километрах от Троицко-Печорска (примерно в 133 км к юго-востоку по прямой).

## История
Деревня напротив устья Уньи возникла в первой половине XIX века. Основана переселенцами из Прикамья. Упоминается в метрических книгах Христорождественской церкви села Корепино Чердынского уезда за 1834 год. В 1847 году в деревне было 8 или 9 дворов; в середине 1880-х годов — 15 дворов; в 1909 году — 20 дворов, 109 жителей. Население занималось охотой, рыболовством, земледелием (сажали ячмень, рожь). Селение входило в состав Чердынского уезда Пермской губернии; позднее — в Пермской области, являлось центром сельсовета. В 1927 году здесь было 32 двора, 134 жителя. 24 декабря 1949 года село вошло в состав Коми АССР. В 1970 году здесь насчитывалось 239 жителей; в 1979 году — 175 жителей; в 1989 году — 156 жителей (85 мужчин и 71 женщина, русские); в 1995 году — 139 жителей в 53 хозяйствах. В 2002 году — 102 жителя (52 мужчины и 50 женщин); в 2010 году — 60 жителей.

## Климат
Климат умеренно-континентальный, лето короткое и умеренно-прохладное, зима многоснежная, продолжительная и холодная. Среднегодовая температура −1.2 градусов С, при этом средняя температура января равна −18 градусов С, июля 16 градусов С. Продолжительность отопительного периода равна 254 суткам при среднесуточной температуре −7,40 градусов С. Устойчивый снежный покров образуется в среднем в 26 октября и продолжается до 14 мая. Средняя высота снежного покрова за зиму незащищенных участков — 74 см, максимальная — 116 см, минимальная — 38 см.

## Население
| 2010 |
| ---- |
| 60   |

Постоянное население составляло 102 человека в 2002 году (русские 92 %).